# Itzlacoliuhque

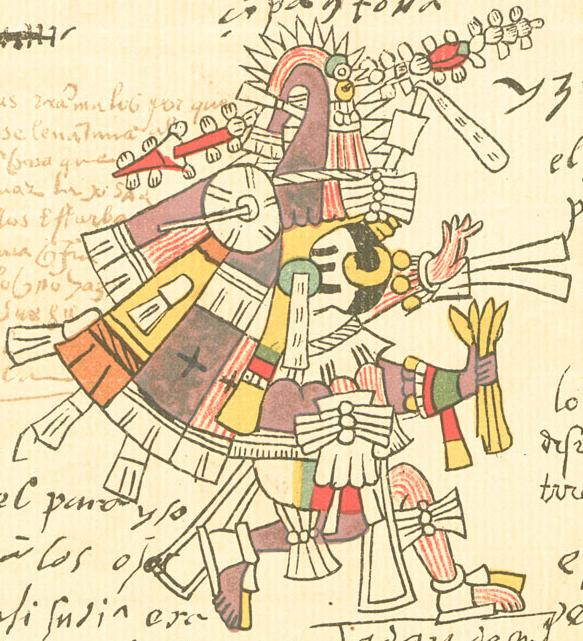
Itztlacoliuhque.

Itzlacoliuhque era o deus asteca da pedra, da obsidiana, da frieza, da dureza e do castigo.